# Rajpur
Rajpur è una suddivisione dell'India, classificata come nagar panchayat, di 17.913 abitanti, situata nel distretto di Barwani, nello stato federato del Madhya Pradesh. In base al numero di abitanti la città rientra nella classe IV (da 10.000 a 19.999 persone).

## Geografia fisica
La città è situata a 21° 56' 38 N e 75° 06' 17 E.

## Società

### Evoluzione demografica
Al censimento del 2001 la popolazione di Rajpur assommava a 17.913 persone, delle quali 9.103 maschi e 8.810 femmine. I bambini di età inferiore o uguale ai sei anni assommavano a 3.100, dei quali 1.577 maschi e 1.523 femmine. Infine, coloro che erano in grado di saper almeno leggere e scrivere erano 10.482, dei quali 6.177 maschi e 4.305 femmine.